# Lyon County (Kentucky)
Lyon County is een county in de Amerikaanse staat Kentucky.
De county heeft een landoppervlakte van 559 km² en telt 8.080 inwoners (volkstelling 2000). De hoofdplaats is Eddyville.